# Rattus morotaiensis
Rattus morotaiensis — один з видів гризунів роду пацюків (Rattus).

## Поширення
Країни проживання: Індонезія, єдиний зафіксований мишачий ендемік островів Галмахара. Це деревний вид і дуже гнучкий альпініст. Він потрапляв у пастки на ґрунті в садах на краю незайманого лісу. Проводить свої дні в норах. Фланнер (1995) також спостерігав цей вид на плантації какао. Вид характеризується набором екстенсивних зовнішніх рис (дуже колюче хутро, довгий, злегка підтягнутий хвіст), черепною конформацією та молярною структурою.

## Морфологічні особливості
Гризуни середнього розміру, завдовжки 155—200 мм, хвіст — 185—224 мм, стопа — 31 — 39,5 мм, вуха — 17 — 18,7 мм. Вага досягає 158 грамів.

## Зовнішність
Хутро помітно тернисте. Забарвлення верхніх частин — сірувато-оливково-коричневе, а нижніх — кремово-жовте, густо-строкате з червонуватими волосками на грудях, горлі та підборідді. Задня частина ніг коричнева. Пальці чіткіші. Хвіст довший за голову і тіло, він злегка чіпкий, однорідно чорний і покритий 8-10 кільцями лусочок на сантиметр. У самиці дві пари грудних сосків і три пахові пари.

## Загрози та охорона
Ймовірно, втрата середовища існування є деякою загрозою. Невідомо, чи живе в будь-якій з охоронних територій.